# 蕭季卿
蕭季卿（？—？），南兰陵郡兰陵县（今江苏省常州市武进区）人，追尊梁文帝萧顺之曾孙，南梁卫尉卿、武林侯萧谘之子。
永定二年四月乙丑（558年5月5日），陈武帝陈霸先派人杀死梁敬帝萧方智，册立萧季卿为江阴王。太建三年六月丁亥（571年7月18日），南徐州刺史淳于量向萧季卿买南梁皇陵中的树木而获罪被免去侍中的职务，蕭季卿获罪被免去江阴王的爵位。六月甲辰（571年8月4日），陈宣帝陈顼封东中郎将长沙王府谘议参军萧彝为江阴王。